# Charles Town, West Virginia

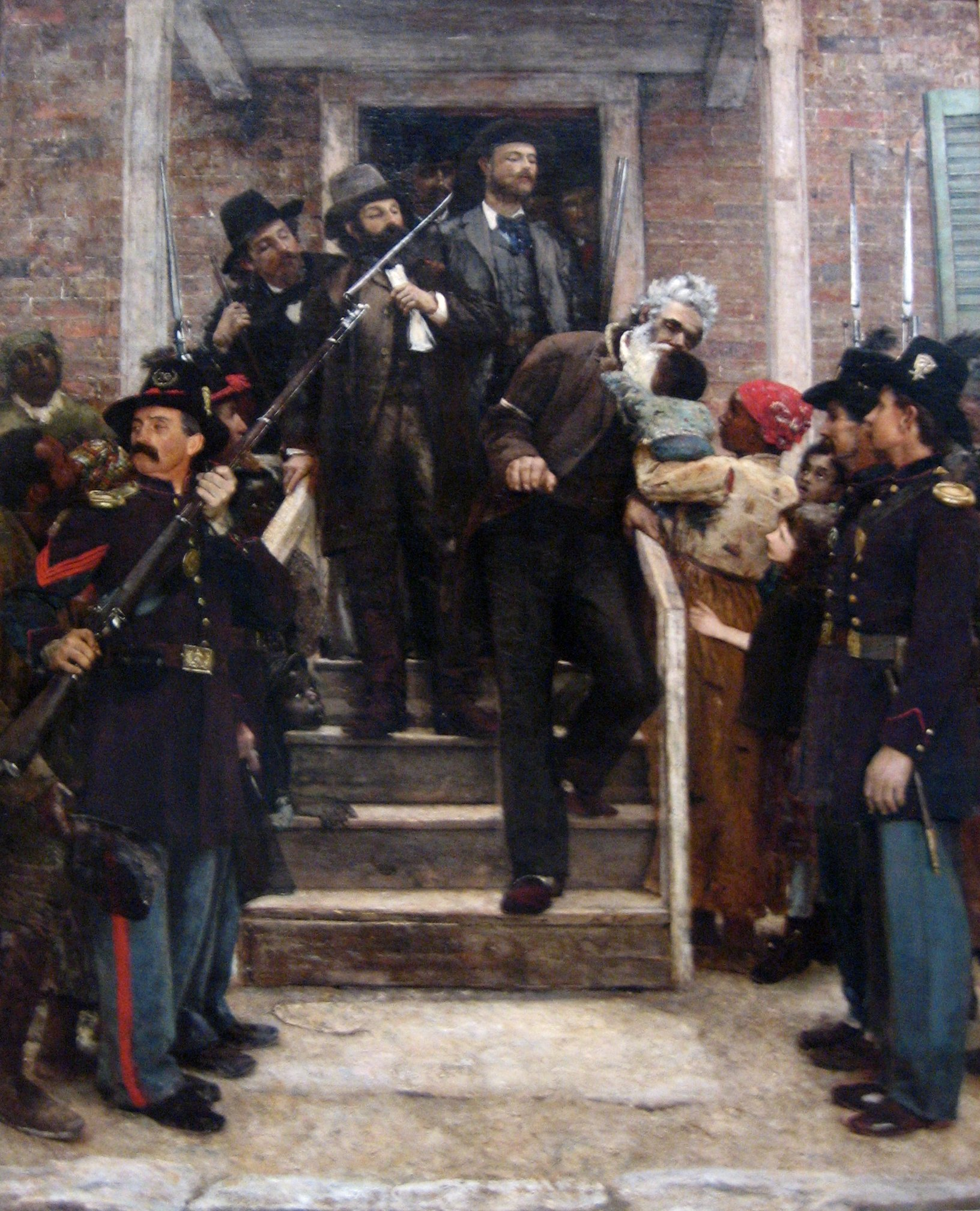
John Brown förs ut till sin avrättning.

Charles Town, West Virginia är en stad i USA med en yta av 3,6 km² och en folkmängd, som uppgår till 5 385 invånare (2012). Charles Town är administrativ huvudort i Jefferson County, West Virginia. Staden grundades av George Washingtons yngre bror Charles Washington.
Slaverimotståndaren John Brown dömdes för uppvigling efter att ha intagit och belägrat en vapendepå i grannstaden Harpers Ferry och hängdes i Charles Town den 2 december 1859. Åtalet och avrättningen av honom väckte stor uppmärksamhet och blev en av de utlösande faktorerna till det amerikanska inbördeskriget.